# سید حبیب‌الله طهرانی شبیری
سید حبیب‌الله طهرانی شبیر (متولد ۱۲۵۱ ه‍.خ در تهران - وفات ۱۳۲۵ ه‍.خ) تهران مجتهد و سیاستمدار و نماینده مردم در اولین دوره مجلس شورای ملی و دادستان کل کشور (مدعی‌العموم دیوان عالی تمیز) بود.

## تولد و تحصیلات
سید حبیب‌الله طهرانی شبیر یا سید حبیب‌الله طهرانی شبیری یا سید حبیب‌الله شبیری فرزند سید عزیزالله خان، در سال ۱۲۵۱ ه‍.خ در تهران به دنیا آمد. او تحصیلات دینی خود را نزد میرزا حسن آشتیانی آغاز کرد و سپس به نجف رفته و از شاگردان  ملاکاظم خراسانی گشت؛ و به فراگیری فقه و اصول پرداخت و از او اجازه اجتهاد گرفت.

## نمایندگی مجلس
حبیب‌الله طهرانی سپس به ایران برگشته و همراه با مردم در جنبش مشروطه شرکت می‌کند و از طرف صنف روحانیون و وعاظ به عنوان نماینده مردم در اولین دوره انتخابات مجلس شورای ملی انتخاب می‌گردد.

## فعالیت‌های قضایی
سید حبیب‌الله طهرانی شبیری در طول دوران خدمت خود از سال ۱۲۹۱ سه بار به عنوان دادستان و کفیل دادستان کل کشور و ریاست تشکیلات عدلیه آذربایجان فعالیت داشته‌است.
زمانیکه علی اکبر داور او را در دوره رضا شاه برای ریاست تشکیلات عدلیه در آذربایجان انتخاب می‌کند وی شرایطی برای قبول مسئولیت اعلام می‌کند که علی اکبر داور با آن شرایط موافقت می‌نماید. آن شرایط این بود:

اولاً: رتبهٔ ایشان نباید کمتر از رتبهٔ رئیس دیوان عالی تمیز باشد.

ثانیاً :حقوق دریافتی او هم نباید کمتر از رئیس دیوان عالی تمیز بشود.

ثالثاً: ایشان تغییر لباس نخواهد داد با همان کسوت روحانیت در مقر ریاست استیناف آذربایجان به انجام وظایف خواهد پرداخت.

رابعاً: فقط این سمت را برای مدت دو سال عهده‌دار خواهد شد و پس از آن با همان رتبهٔ قضایی بازنشسته شود.
از دیگر مناصب قضائی وی می‌توان به: مشاورت و مستشاری دیوان عالی تمیز، عضو دیوان عالی تمیز، رئیس محاضر و محاکم شرع، مستشار دیوان عالی تمیز (۱۳۰۲ ش) و ریاست دادگاه شرع تهران را نام برد.